# Polom (kraj hradecki)
Polom – gmina w Czechach, w powiecie Rychnov nad Kněžnou, w kraju hradeckim.
1 stycznia 2017 gminę zamieszkiwało 140 osób, a ich średni wiek wynosił 38,6 roku.